# Just Cause
Just Cause är ett tredjepersonsskjutspel från 2006, utvecklat av svenska Avalanche Studios och marknadsfört av Eidos Interactive.
Spelaren tar rollen som CIA-agenten Rico Rodriguez och ska hjälpa motståndsrörelsen att störta diktatorn på östaten San Esperito. Originalkonceptet är skapat av Christofer Sundberg och Nils Gulliksson. Bakgrunden till spelets titel är den ironiska idén bakom stormakternas tendens att skicka specialstyrkor till länder i syfte att utkämpa vad man själva definierar som en "just cause". Spelet släpptes den 22 september 2006 till Windows, PlayStation 2, Xbox samt Xbox 360.
Uppföljaren Just Cause 2 släpptes 26 mars 2010.